# Шкура
Шку́ра — снятая с убитого животного кожа с шерстью. Сырьё для кожевенного производства.

## Описание и классификация
Шкура животного состоит из волосяного или перьевого покрова, эпидермиса, дермы и подкожной клетчатки. Средний слой шкуры — дерма — это слой, который образует кожу. При производстве удаляется волосяной покров, эпидермис и подкожная клетчатка. Различные участки шкуры принято называть топографическими. При производстве кожи учитывается различное строение и различные свойства топографических участков шкуры. Различают следующие участки:
- Головная часть (лобик, чёлка, головка) — часть шкуры, покрывающая голову.
- Чепра́к (чапрак, чепрака, хребет) — спинная часть шкуры, наиболее прочный и ценный участок.
- Ворото́к (шейка, шейная часть, плечи) — часть шкуры между чепраком и головной частью, не включая передние конечности.
- Обла́пок (лапа) — часть шкуры, покрывающая передние и задние конечности.
- Пола́ — (может подразделяться на бока, черево, дыль, края, пашины) — часть шкуры, покрывающая боковую часть туловища ниже чепрака.
- Огу́зок (хаз у лошадей) — часть шкуры, покрывающая заднюю часть туловища (позади от чепрака и полы), не включая задние конечности.
- Хвост (может подразделяться на репку, хвост и типунок) — часть шкуры, покрывающая хвост.

## Химические свойства шерсти
Шерстяные волокна практически полностью состоят из белков группы кератинов и содержат значительное количество серы (2-5 %). С повышением содержания в шерсти серы её прочность увеличивается. В состав шерстных волокон входит 18-20 аминокислот. Главные из них это аминокислоты содержащие серу: цистин, цистеин, метионин. Кератин шерсти представлен двумя разновидностями — кератином А и кератином С. Кератин А образует вещество чешуйчатого слоя, а кератин С — коркового и сердцевинного. С химической точки зрения кератин является амфолитным веществом, то есть с основаниями вступает в соединения подобно кислотам, а с кислотами — подобно щелочам. Шерсть более стойка к кислотам, но может разрушаться даже слабыми щелочами.